# Norberto Harald Schmidt
Norberto Harald Schmidt (? — ?) foi um político brasileiro.
Foi eleito, em 3 de outubro de 1950, deputado estadual, pelo PL, para a 38ª Legislatura da Assembleia Legislativa do Rio Grande do Sul, de 1951 a 1955 e reeleito para a 39ª Legislatura da Assembleia Legislativa do Rio Grande do Sul.